# Bolesław Andrzej Ostrowski
Bolesław Andrzej Ostrowski (ur. 30 września 1891 w Warszawie, zm. 15 marca 1964 w Martinez, w Argentynie) – pułkownik piechoty Wojska Polskiego, kawaler Orderu Virtuti Militari, pośmiertnie awansowany na generała brygady.

## Życiorys
Był uczniem gimnazjum w Chełmnie. W latach 1906–1907 był członkiem Organizacji Bojowej Polskiej Partii Socjalistycznej. W 1907 wyjechał do USA. W latach 1910–1914 służył w Korpusie Piechoty Morskiej Stanów Zjednoczonych.
W marcu 1915 powrócił do Polski i wstąpił do Legionów Polskich. Służył w 2 i 4 pułku piechoty Legionów. W lipcu 1917 po kryzysie przysięgowym internowany w Szczypiornie i kolejno: w Havelbergu, Rastatt i Werl. Zwolniony z internowania w 1918 powrócił do kraju.
Od listopada 1918 w Wojsku Polskim. Od listopada 1918 do stycznia 1919 dowódca kompanii w Grupie Operacyjnej mjr. Wieczorkiewicza w walkach przeciw Ukraińcom. Styczeń – luty 1919 w Milicji Ludowej w Kaliszu, luty – listopad 1919 dowódca 8 Batalionu Strzeleckiego. Major piechoty z 1 czerwca 1919. Listopad 1919 – lipiec 1920 komendant Tajnej Organizacji Wojskowej na Śląsku Cieszyńskim. Lipiec 1920 – marzec 1921 dowódca batalionu zapasowego 4 pułku strzelców podhalańskich, marzec 1921 – grudzień 1924 dowódca batalionu sztabowego 4 pspodh. W grudniu 1924 został przeniesiony do 59 pułku piechoty w Inowrocławiu na stanowisko dowódcy I batalionu. 11 marca 1926 roku został przesunięty na stanowisko kwatermistrza pułku. W lutym 1927 roku został zastępcą dowódcy 71 pułku piechoty. Od października 1927 do września 1931 był szefem wydziału i zastępcą szefa Departamentu Piechoty Ministerstwa Spraw Wojskowych w Warszawie. Z dniem 15 września 1931 został wyznaczony na dowódcę 4 pułku piechoty Legionów w Kielcach. Pułkownik z 1 stycznia 1934 roku. 1 lutego 1937 roku został mianowany dowódcą pułku KOP „Zdołbunów”. W maju 1938 roku przejął od pułkownika dyplomowanego Stefana Roweckiego dowództwo Brygady KOP „Podole” w Czortkowie.

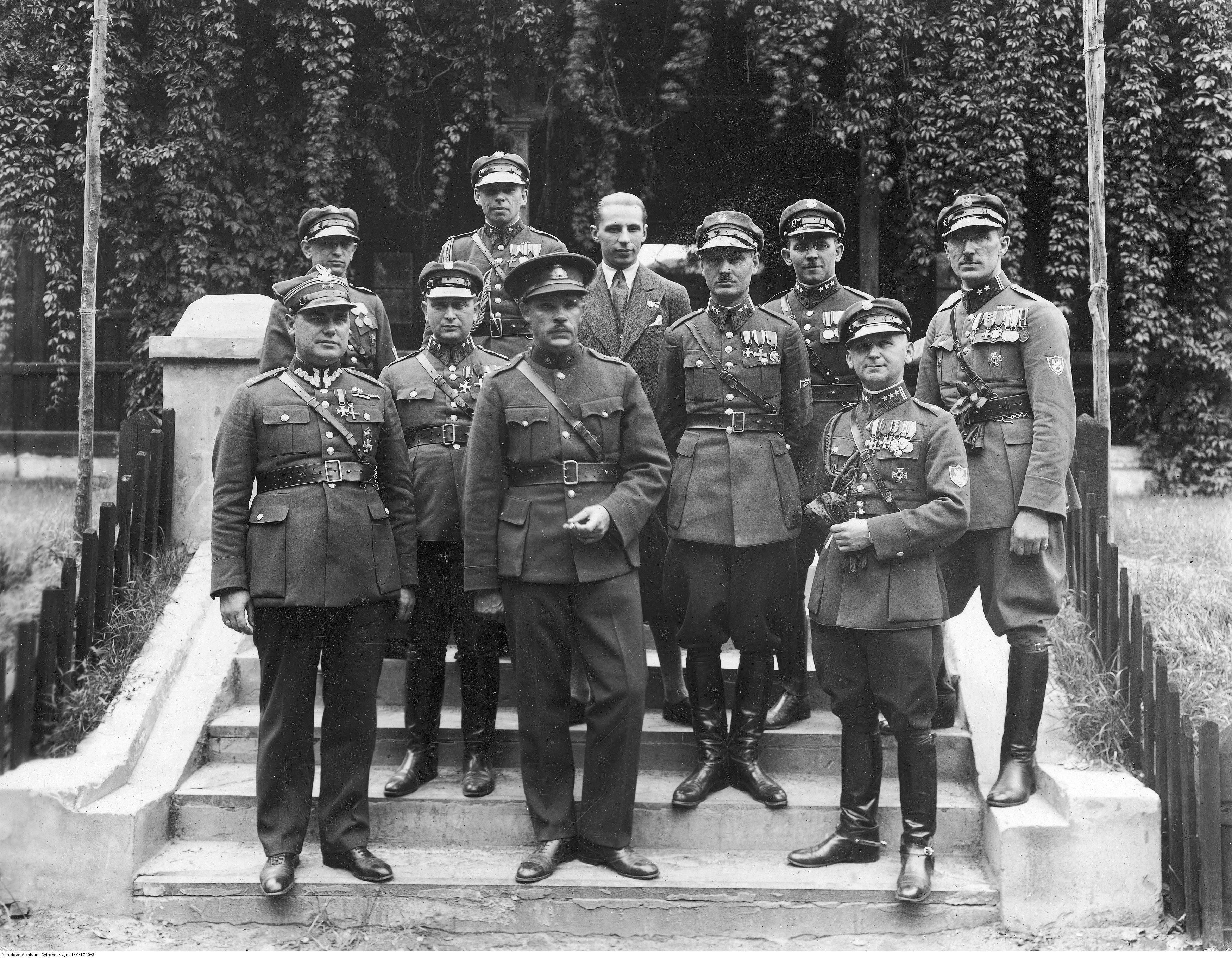
Międzynarodowe zawody strzeleckie i łucznicze we Lwowie; sierpień 1931. Komitet organizacyjny – ppłk Bolesław Ostrowski 1. z lewej.

W okresie II RP został osadnikiem wojskowym w powiecie wilejskim.
Od sierpnia do 17 września 1939 roku dowódca 36 Dywizji Piechoty (Rezerwowej), walczącej z Niemcami w składzie Armii „Prusy”. Przez Węgry przedostał się na Bliski Wschód. Lipiec – wrzesień 1940 dowódca Oddziału Szkolnego Ośrodka Zapasowego Samodzielnej Brygady Strzelców Karpackich w Palestynie, wrzesień 1940 – czerwiec 1942 zastępca dowódcy Ośrodka Zapasowego Wojska Polskiego na Środkowym Wschodzie, czerwiec 1942 – luty 1943 oficer łącznikowy w Jerozolimie, luty 1943 – luty 1944 w Dowództwie Rejonowym Etapów w Palestynie, luty 1944 – kwiecień 1945 dowódca Jednostek Terytorialnych na Bliskim Wschodzie, kwiecień 1945 – kwiecień 1947 oficer łącznikowy 2 Korpusu Polskiego i komendant miasta Rzym. W kwietniu 1946 roku podlegały mu następujące pododdziały i instytucje wojskowe: Zespół Nr 1 Dobrobytu Żołnierza, Ośrodek Wojskowy Rzym-Cecchignola, Ośrodek Akademicki Rzym, pluton PSK Rzym i pluton żandarmerii Rzym.
Po demobilizacji wyjechał i osiadł w Argentynie, gdzie zmarł.
W 1960 roku w Londynie opublikował wspomnienia „Z bojowca na dowódcę pułku. W czterdziestolecie 4 pułku piechoty Legionów 1915–1955”.
23 stycznia 1968 roku Prezydent RP na Uchodźstwie, August Zaleski awansował go pośmiertnie na generała brygady.

## Awanse
- chorąży – 15 listopada 1915
- podporucznik – 1 kwietnia 1916
- porucznik – 1918
- major – 1921
- podpułkownik – 12 kwietnia 1927 ze starszeństwem z dniem 1 stycznia 1927 i 32. lokatą w korpusie oficerów piechoty
- pułkownik – 1934
- generał brygady – pośmiertnie 23 stycznia 1968

## Ordery i odznaczenia
- Krzyż Srebrny Orderu Wojskowego Virtuti Militari nr 4113 (1922)[11]
- Krzyż Niepodległości z Mieczami (20 stycznia 1931)[12][13]
- Krzyż Oficerski Orderu Odrodzenia Polski (10 listopada 1928)[14]
- Krzyż Walecznych (czterokrotnie)
- Złoty Krzyż Zasługi z Mieczami
- Złoty Krzyż Zasługi (dwukrotnie: po raz pierwszy 11 marca 1932[15])
- Medal Pamiątkowy za Wojnę 1918–1921[16]
- Medal Dziesięciolecia Odzyskanej Niepodległości[16]
- Odznaka „Za wierną służbę”[16]
- Krzyż Komandorski Orderu Wazów (1933, Szwecja)[17]